# Igreja de Nossa Senhora do Carmo (Diamantina)
.

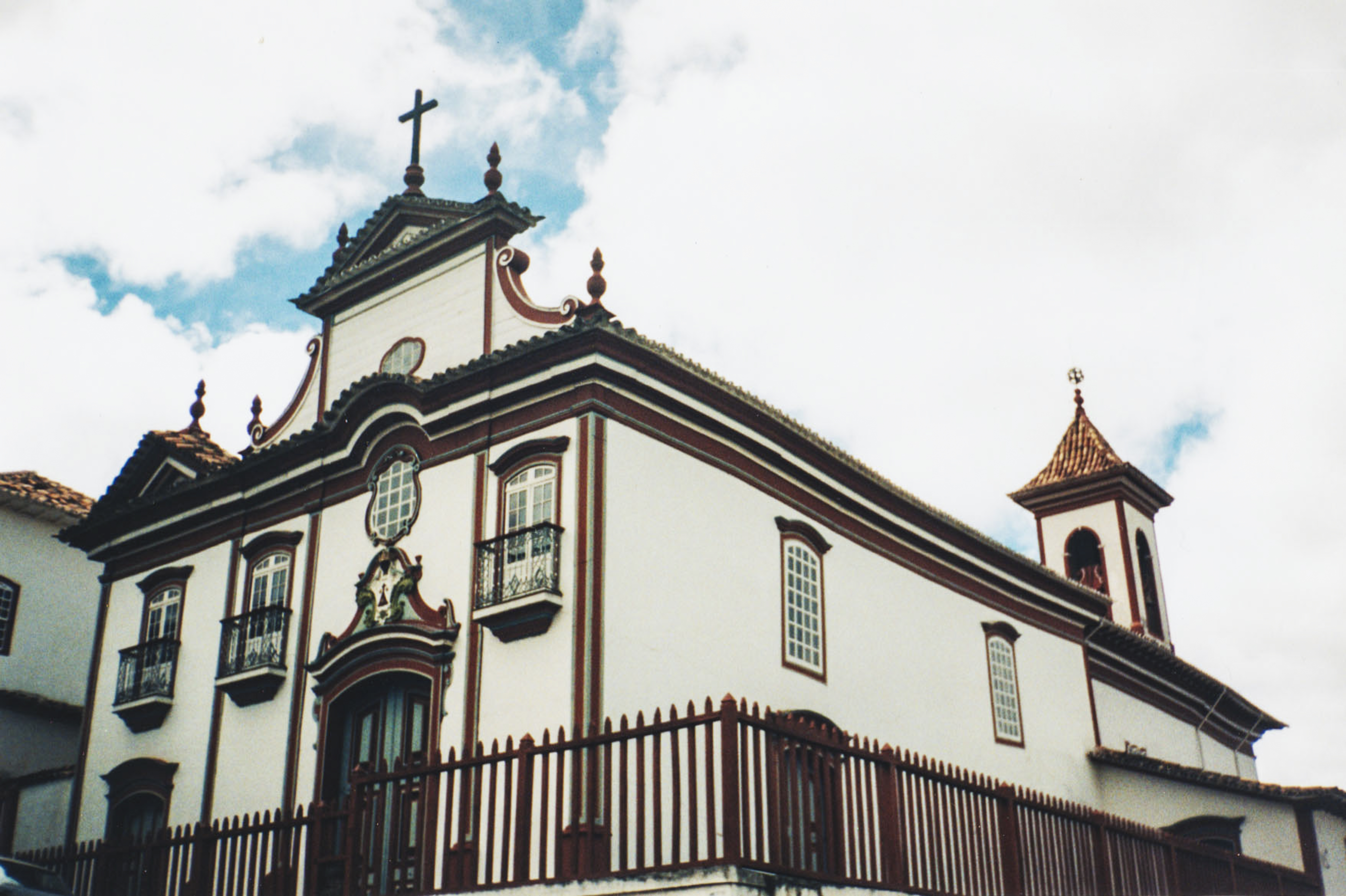
Igreja da Ordem Terceira de Nossa Senhora do Monte do Carmo

A Igreja de Nossa Senhora do Carmo localiza-se no município brasileiro de Diamantina.
Constitui-se em uma das mais significativas da região diamantina, alia a arquitetura graciosa e ao mesmo tempo imponente com a delicadeza e o vigor da decoração pictórica e de talha.

## Características
A torre única foi construída na parte posterior, solução absolutamente original e inusitada. O frontispício obedece ao sistema construtivo tradicional da arquitetura religiosa da região em madeira e adobe. O acento horizontal é dado pela cimalha de forte saliência, que se curva para permitir a inserção do óculo. Já o frontão rectangular, formado pelo prolongamento das pilastras centrais do frontispício, ladeado por duas volutas, é rematado, por sua vez, por um pequeno frontão decorado de telhas em bica e encimado por cruz.
Quanto à ornamentação, destaca-se o forro da capela-mor (1766) representando a Virgem entregando os escapulários a São Simão Stock. A composição deste forro, em perspectiva arquitectónica, apresenta quatro pilastras laterais unidas por arcos centrais, servindo como uma espécie de suporte para o desenvolvimento dos temas ornamentais que, tratados com abundância de detalhes, dão impressão de obras de ourivesaria, reforçada ainda pelo predomínio da tonalidade cinza com realces ouro distribuídos em pequenos toques. O forro da nave (1778/1784) tem como tema o episódio do arrebatamento ao céu do Profeta Elias num carro de fogo, no momento em que deixa cair o manto a Eliseu. Exuberante na sua concepção, este forro é considerado a obra prima do guarda-mor José Soares de Araújo.
A composição estruturada no sentido longitudinal, divide o espaço do forro em secções à maneira de frisos. O conjunto de retábulos concebidos e executados no estilo de D. João V é o que de melhor se encontra no género em toda a região.